# Пламен Николов (футболист, р. 1957)
Вижте пояснителната страница за други личности с името Пламен Николов.
Пламен Иванчев Николов (роден на 24 юни 1957) е бивш български футболист, защитник. По време на кариерата си играе за Спартак (Плевен), Левски (София), шведския Браге и белгийския Антверпен. Обявен за Футболист № 1 на България за 1984 г. С 55 мача и 1 гол за националния отбор.

## Кариера
Родом от Плевен, Николов постъпва в школата на местния клуб Спартак (Плевен) на 8-годишна възраст. Първият му треньор е Вачко Маринов. Дебютира в А група на 17-годишна възраст през сезон 1974/75. За 3 години изиграва общо 80 мача за Спартак в първенството – 41 мача в А група и 39 мача в Б група.
През 1977 г. преминава в Левски (София). Бележи гол в дебютното си участие във вечното дерби срещу ЦСКА. На 29 октомври 1977 г. се разписва при успеха на Левски с 4:1. За 8 години изиграва общо 279 официални мача и бележи 7 гола – 200 мача с 6 гола в А група, 30 мача за националната купа, 25 мача в евротурнирите и 24 мача с 1 гол в други турнири. Става трикратен шампион на България и двукратен носител на купата. Участва в злополучния финал за Купата на България с ЦСКА на 2 май 1985 г., след който имената на двата гранда са променени, а много футболисти получават тежки наказания. Той е санкциониран да не играе футбол 2 години. Наказанието проваля уговорения му трансфер в португалския Порто, като освен това заради него пропуска световното първенство в Мексико'86.
След като санкцията му е опростена, преминава в шведския Браге. Остава в клуба до лятото на 1990 г., като изиграва 78 мача и бележи 1 попадение за клуба. В този период два пъти е и преотстъпван – първо в белгийския Антверпен, а след това и в Левски. Докато е при „сините“ отново става шампион през сезон 1987/88.
През лятото на 1990 г. се завръща отново в Левски, но вече намира по-рядко място в състава. За два сезона изиграва общо 10 мача – 7 в А група, 2 за купата и 1 в евротурнирите. Прекратява кариерата си на 35-годишна възраст през 1992 г.
Има 55 мача в националния отбор, където дебютира на 22 февруари 1978 г. срещу Шотландия 1:2 в Глазгоу.
След приключване на активната състезателна дейност е помощник-треньор на „Левски“, а по-късно – треньор на Спартак (Плевен), Олимпик (Тетевен), Ботев (Враца).

От 2001 г. е президент на родния си клуб Спартак (Плевен).

## Успехи
Левски (София)
- А група –  Шампион (4): 1978/79, 1983/84, 1984/85, 1987/88

- Национална купа –  Носител (3): 1978/79, 1983/84, 1990/91

- Купа на Съветската армия –  Носител: 1987/88